# Gegentrum
Unter einem Gegentrum versteht man in der Geologie die Fortsetzung eines Ganges auf der gegenüberliegenden Seite eines eingeschnittenen Flusstales.
Erwies sich ein Erzgang als abbauwürdig, so war dies auch im Gebirge der anderen Talseite zu erwarten. Aus diesem Grunde wurde nach der Lage des Gegentrums geschürft, wenn dieses noch nicht bekannt war. Durch ein Haupt- oder Erbtal durchschnittene Lagerstätten galten im bergrechtlichen Sinne als zwei verschiedene; somit waren separate Mutungen für das Trum und Gegentrum erforderlich.
Beispiele für Gegentrümer sind das Lorenz-Gegentrum in Halsbrücke als Fortsetzung des Halsbrücker Spat auf dem gegenüberliegenden Ufer der Freiberger Mulde. Auch das Andreas-Gegentrum bei Steinbach unweit Jöhstadt ist ein bekanntes Gegentrum.